# Barrio El Petróleo
Barrio El Petróleo es una localidad argentina ubicada en el Departamento General Roca de la provincia de Río Negro. Se encuentra 1 km al sur de la Ruta Nacional 22 y 8 km al Sudeste del centro de General Roca, de la cual depende administrativamente.
Se encuentra junto a una planta de tratamiento de líquidos cloacales del municipio. En el barrio hay extracción de petróleo y se planificaba construir en la misma el vivero municipal. El nivel socioeconómico es bajo. En 2009 se estaban realizando gestiones para escrituras las parcelas a nombre de sus ocupantes, ya que las mismas figuran a nombre del Banco Provincia.

## Población
Contó con 84 habitantes (Indec, 2010), lo que representó un incremento del 2% frente a los 82 habitantes (Indec, 2001) del censo anterior.

El censo 2022 registró una población de 174 habitantes que se repartieron entre 86 hombres y 88 mujeres. Sin embargo, las cifras obtenidas fueron estimativas solo teniendo en cuenta a la población en viviendas particulares; es decir, excluyendo del dato a la población institucional y las personas sin hogar. Gracias a este censo también fue posible conocer su densidad y tamaño urbano.
| Evolución demográfica |
|                       |
| INDEC                 |